# Presseurop
Presseurop — европейское интернет-издание, которое размещало ежедневные обзоры прессы из более чем 200 газет и журналов. Оно предлагает публикации на десяти языках: английском, французском, немецком, испанском, итальянском, польском, чешском, голландском, португальском, румынском. В планах ресурса расширение языкового разнообразия предлагаемых материалов, в частности планируется введение разделов на скандинавских языках. Работал с 2009 до 2013 годов, финансировался  Европейской комиссией.
Presseurop провозглашало своей целью освещение широкого круга вопросов, связанных с европейской интеграцией. По словам заместителя главного редактора издания Джан Паоло Аккардо, «европейцам также интересно, что происходит в соседних странах, как и то, что происходит в их собственной стране, существует устойчивый интерес к общеевропейским новостям, тем не менее, средства массовой информации, как правило, освещают в основном события национального уровня».